# وانگ یونگ
وانگ یونگ (انگلیسی: Wang Yong؛ زادهٔ ۱۶ مارس ۱۹۶۸) وزنه‌بردار اهل چین بود. وی در بازی‌های المپیک تابستانی ۱۹۹۲ شرکت کرده‌است.